# Leave Means Leave
Leave Means Leave (em português: Deixar Significa Deixar) é uma organização política de pressão pro-Brexit, eurocéptico e que faz campanhas e lobbies para o Reino Unido deixar a União Europeia na sequência do resultado do referendo da UE em 23 de Junho de 2016. A campanha foi co-fundada pelo empresário britânico Richard Tice e pelo consultor de negócios John Longworth.
A organização se descreveu como uma "campanha por um Brexit limpo".